# Pachycephala fulvotincta
Pachycephala fulvotincta là một loài chim trong họ Pachycephalidae.